# Virgilijus
Virgilijus ist ein litauischer männlicher Vorname (abgeleitet von Virgilio). Die Abkürzung ist Virgis. Die weibliche Form ist Virgilija.

## Personen
- Virgilijus Alekna (* 1972), Diskuswerfer, zweimal Olympiasieger
- Virgilijus Vladislovas Bulovas (1939–2024), Diplomat und Politiker, Innenminister und Vizeminister
- Virgilijus Juozas Čepaitis (* 1937), Literat und Politiker, Seimas-Mitglied
- Virgilijus Kačinskas (* 1959), Architekt und Politiker, Seimas-Mitglied
- Virgilijus Noreika (1935–2018), Tenor und Professor
- Virgilijus Šironas (* 1958), Politiker, Bürgermeister von Molėtai
- Virgilijus Pozingis (* 1964), Politiker, Bürgermeister von Šilutė
- Virgilijus Valančius (* 1963),  Richter, Zivilprozessrechtler, Professor der MRU-Universität in Vilnius
- Virgilijus Valeika (* 1958), Chemiker und Professor der Technischen Universität in Kaunas